# My Hero/Find You
「My Hero/Find You」（マイ・ヒーロー/ファインド・ユー）は、MAN WITH A MISSIONの楽曲で、8枚目のシングル。2017年11月1日にSony Music Records（Sony Music Labels）から発売された。ジャケットモデルはメンバーのKamikaze Boyが担当。

## 概要
前作「Dead End in Tokyo」から約10ヶ月ぶりとなるシングル。
表題曲「My Hero」はTVアニメ「いぬやしき」テーマソングに、「Find You」は、映画『覆面系ノイズ』主題歌にそれぞれ起用された。
発売形態は、通常盤、初回限定生産限定盤の2種類。

## 収録曲
1. My Hero [4:23]
作詞：Kamikaze Boy, Jean-Ken Johnny / 作曲：Kamikaze Boy / 編曲：MAN WITH A MISSION, 大島こうすけ
  - フジテレビ系テレビアニメ『いぬやしき』オープニングテーマ[3]
2. Find You [5:01]
作詞・作曲：Jean-Ken Johnny / 編曲：MAN WITH A MISSION
  - 映画『覆面系ノイズ』エンディングテーマ[4]
3. Mr.Bad Mouth [3:19]
作詞：Jean-Ken Johnny, ショウン・ロペス /作曲：Jean-Ken Johnny, ショウン・ロペス / 編曲：MAN WITH A MISSION, ショウン・ロペス
4. Memories [Ken Ishii Remix] [6:50]
作詞：Kamikaze Boy, Jean-Ken Johnny /作曲：Kamikaze Boy / リミックス：ケン・イシイ

### DVD（初回生産限定盤のみ）
1. Dead End in Tokyo Extra Tour Documentary (2017.4.1 マリンメッセ福岡)[5]
2. ジャン・ケン・ジョニー 日雇いバイトで 日銭を稼ぐ!! ディレクターズカット版[5]
3. フジテレビ"ノイタミナ"アニメ「いぬやしき」ノンクレジットオープニング映像[5]